# Matsukawa (Shimoina)
Matsukawa (jap. 松川町 Matsukawa-machi) – miasto w Japonii, na wyspie Honsiu, w prefekturze Nagano. Według danych na rok 2020 miejscowość zamieszkiwało 12 530 mieszkańców , a gęstość zaludnienia wyniosła 172,1 os./km².